# Wiiスピーク
Wiiスピーク（ウィースピーク）は、任天堂開発・発売のWii専用ボイスチャット用マイクである。
2008年11月20日発売の『街へいこうよ どうぶつの森 Wiiスピーク付き』に同梱されているほか、単体では2008年12月4日に発売された。単体価格は3,500円（税込）。
利用する際はニンテンドーWi-Fiコネクションへの接続が必須となっているが、2014年5月20日にWi-Fiコネクションの無料サービスが終了したため、現在は全ての機能が利用できない。

## 概要
センサーバーの上に置いて使用する。有線での接続となり、Wii本体背面のUSB接続端子に接続する。Wiiスピーク本体前面に青色のランプが付いており、Wiiスピークが稼働している時に点灯する。
部屋の中の広範囲の音声を拾うことができるため、1人用のヘッドセットとは違い、部屋の中にいる誰もが発言することができる。ただし、逆に言うとヘッドセットのように特定の人物間のみ通信する事は仕様上出来ず、必要以外の音声も通信されるという弊害も存在する。なお、人の声以外の音は自動的にカットされるようWiiスピーク内で処理される（ただし、人の声の音域に近い音は処理されない場合がある）。
非公式だが、パソコンのUSB端子に接続すると「Wii Party Mic.」として認識される。

## Wiiスピークチャンネル
Wiiスピークチャンネルは、ボイスチャットをするためのWiiチャンネル。2008年12月4日に配信開始された。
Wiiスピーク（『街へいこうよ どうぶつの森 Wiiスピーク付き』も含む）に同梱されている「特典ソフト引換番号」を『Wiiショッピングチャンネル』内で入力することによってダウンロードすることができる。ダウンロードや利用料は無料で、引き換え番号1つに付き1台のWiiにダウンロードすることができる。
このチャンネルを利用することによって、Wiiスピーク対応ソフトを利用しなくても、ボイスチャットを行うことができる。ただし、事前に「Wii番号」を通信するお互いのWiiに登録する必要がある。最大4台のWiiと通信することが可能で、日本国外のWiiにも接続可能。会話中は誰が話しているかを示すためにMiiを表示させることができる。
また本チャンネルを利用して、他のWiiのWii伝言板に音声付きのメッセージを送信することもできる。なお、送信先はWiiスピークを所有していなくても良い。

## 対応ソフト
全6タイトル。任天堂から発売されたWiiの周辺機器の中では最も対応ソフトが少ない。対応するパッケージソフトを発売したのは、Wiiスピークの開発・発売元である任天堂を除くと、ハドソンのみとなっている。
- 街へいこうよ どうぶつの森（任天堂）（同梱版も販売されている）
- Wiiスピークチャンネル（任天堂）
- FOREVER BLUE 海の呼び声（任天堂）
- UNO（ゲームロフト）
- 桃太郎電鉄2010 戦国・維新のヒーロー大集合!の巻（ハドソン）
- テトリスパーティプレミアム（ハドソン）